# Артёмовка (Амвросиевский район)
Артёмовка (укр. Артемівка) — село на Украине, находится в Амвросиевском районе Донецкой области. C 2014 года находится под контролем самопровозглашенной Донецкой Народной Республики.

## География
Село расположено на левом берегу реки под названием Севастьянка (левого притока Крынки), близ её устья на реке Крынке, а также на месте впадения в Севастьянку её левого притока под названием Камышеваха.

#### Соседние населённые пункты по странам света
ССВ: Петровское (выше по течению Севастьянки)
СЗ: Свистуны
СВ: Сауровка
З: Красный Луч (на противоположном берегу Севастьянки), Овощное, Великое Мешково
В: Кринички
ЮЗ: Карпово-Надеждинка (ниже по течению Крынки), город Амвросиевка
ЮВ: —
Ю: Рубашкино (ниже по течению Крынки)

## История
Находясь в Области Войска Донского, носила имя Артёмовка-Янова (слобода), в ней существовала Предтеченская церковь.

## Население
Население по переписи 2001 года составляло 632 человека.

## Общие сведения
Почтовый индекс — 87340. Телефонный код — 6259. Код КОАТУУ — 1420681001.

## Адрес местного совета
87340, Донецкая область, Амвросиевский район, с. Артемовка, ул. Шевченко, 45, 39-4-18